# Roy Crowson
Albert Roy Crowson (22 de noviembre de 1914 - 13 de mayo de 1999) fue un biólogo británico especializado en la taxonomía de los coleópteros.
Crowson impartió clases en el Departamento de Zoología de la Universidad de Glasgow en 1949. Recogió larvas y coleópteros de todo el mundo y estudió las relaciones entre ellos. Su monografía de 1955, "The natural classification of the families of Coleoptera", estableció un sistema para la clasificación de los coleópteros que sigue en uso.
Sus colecciones se encuentran en el Hunterian Museum and Art Gallery, Glasgow, y en el Museo de Historia Natural de Londres.
La familia de coleópteros Crowsoniellidae lleva su nombre en su honor.

## Trabajos publicados
- The natural classification of the families of Coleoptera, Nathaniel Lloyd & Co., Ltd., London, 1955.
- Coleoptera: introduction and key to families, Handbooks for the identification of British insects, Royal Entomological Society of London, Londres, 1957.
- Classification and biology, Heinemann Educational Books Ltd, Londres, 1970.
- Biology of the Coleptera, Academic Press, 1981.

## Premios
- Medalla linneana (1980). Compartida con Geoffrey Clough Ainsworth.